# Ace Parker
Clarence McKay „Ace“ Parker (* 17. Mai 1912 in Portsmouth, Virginia; † 6. November 2013, ebenda) war ein US-amerikanischer American-Football- und Baseballspieler. Er spielte in der National Football League (NFL) unter anderem bei den Brooklyn Dodgers.

## Jugend
Ace Parker besuchte in seiner Geburtsstadt die High School. Der sportlich talentierte Parker betrieb dort fünf Sportarten, darunter auch Baseball und American Football. Während seiner Schulzeit wurde er von seiner Schule insgesamt 16 mal aufgrund seiner sportlichen Leistungen ausgezeichnet.

## Spielerlaufbahn

### Collegekarriere
Clarence Parker studierte von 1934 bis 1936 an der Duke University in Durham. Er spielte dort sowohl in der Football- als auch in der Baseballmannschaft sowie im Basketballteam. Für seine Footballmannschaft lief er überwiegend als Halfback auf. Im Jahr 1935 wurde er zum All-American (Zweite Mannschaft) gewählt. Im folgenden Jahr erfolgte die Aufnahme in die erste Auswahlmannschaft. Von 1934 bis 1936 konnte die Footballmannschaft des Colleges 24 von 29 Spielen gewinnen. 1935 und 1936 gewann seine Collegemannschaft die Meisterschaft in der Southern Conference.

### Profikarriere
Im Jahr 1937 spielte Parker zunächst professionell Baseball für die Philadelphia Athletics, einer Mannschaft der Major League Baseball (MLB). Nach 38 Spielen unterbrach er seine Baseballlaufbahn und spielte American Football für die Brooklyn Dodgers, die ihn im gleichen Jahr in der zweiten Runde an 13. Stelle der NFL Draft ausgewählt hatten. Für die Dodgers lief er überwiegend als Tailback auf. Nach der NFL-Saison 1937 wechselte er im Frühjahr 1938 nochmals zu den Athletics zurück, beendete aber nach weiteren 56 Spielen in der MLB seine Baseballkarriere in dieser Liga. Unterbrochen durch seine Dienstzeit bei der US Navy spielte er noch bis 1952 immer wieder Baseball in verschiedenen unterklassigen Mannschaften.
Im NFL Spieljahr 1938 lief Parker erneut für die Dodgers auf. Er stellte in dieser Saison zwei NFL Jahresbestleistungen auf – erstens für die meisten Passversuche (148) und zweitens für den höchsten durch Passspiel erzielten Raumgewinn (865 Yards). Bis 1941 spielte Parker in Brooklyn. Ein Titelgewinn gelang ihm mit dieser Mannschaft nicht.
Im Jahr 1941 wurde Parker von der US Navy eingezogen und diente dort im Rang eines Ensign. Unmittelbar nach seiner Dienstzeit kehrte er zum Profifootball zurück und lief für die Boston Yanks auf. 1946 schloss er sich den von Ray Flaherty trainierten New York Yankees an, einer Mannschaft die in der neu gegründeten All-America Football Conference (AAFC) spielte. Mit den Yankees feierte er auch seinen größten Erfolg. Der Mannschaft gelang es 1946 in das AAFC-Endspiel einzuziehen. Gegner in dem Spiel waren die von Paul Brown betreuten Cleveland Browns. Die Browns waren das dominierende Team der AAFC und gewannen auch diese Begegnung mit 14:9. Parker hatte keinen guten Tag erwischt. Während der Quarterback der Browns Otto Graham 213 Yards Raumgewinn durch Passspiel erzielen konnte und somit seine Mannschaft zum Sieg führte, erreichte er lediglich 81 Yards Raumgewinn und warf eine Interception. Nach diesem Spieljahr beendete Parker seine Spielerlaufbahn.

## Trainerlaufbahn
Unmittelbar nach seiner Spielerlaufbahn wurde Parker Head Coach der Baseballmannschaft der Duke University und übte gleichzeitig das Amt eines Assistenztrainers der Footballmannschaft aus. Von 1949 bis 1952 war er gleichzeitig Spielertrainer der Durham Bulls einer Minor-League-Baseball-Mannschaft. 1961 führte Parker seine Baseballmannschaft der Duke University in die College World Series. Nach 19 Jahren als Trainer der Duke University wechselte er an die University of North Carolina. Er beendete dort nach einem Jahr seine Trainertätigkeit.
Parker starb am 6. November 2013 in seiner Heimatstadt. Er ist auf dem Olive Branch Cemetery in Portsmouth beerdigt.
Er bekam bis zuletzt jährlich 112.000 Dollar von der NFL, so dass er in seinem Zuhause gepflegt werden und leben konnte.

## Ehrungen
Ace Parker wurde fünfmal zum All-Star gewählt. 1940 gewann er die Joe F. Carr Trophy als bester Spieler einer NFL-Saison. Seit 1955 ist er Mitglied in der College Football Hall of Fame und seit 1972 in der Pro Football Hall of Fame. Ferner befindet er sich in weiteren Ruhmeshallen: in der Duke Sports Hall of Fame, in der North Carolina Sports Hall of Fame, sowie in der Virginia Sports Hall of Fame und in der Hampton Roads Sports Hall of Fame. Seine Heimatstadt benannte eine Straße nach ihm.